# Bibliotheca Corviniana
A Bibliotheca Corviniana, reunida sobre o patrocínio de Matias I da Hungria (1443?-1490) era a maior coleção de crônicas históricas e de trabalhos científicos e filosóficos da Europa no século XV, e em número de volumes era a segunda maior, atrás apenas da Biblioteca do Vaticano.
Matias I, conhecido como o "Rei Corvo", foi o protagonista da época de ouro da Hungria. Interessado pela arte e cultura de Itália, organizou uma biblioteca fabulosa contendo cópias ricamente iluminadas de livros cujos temas abrangiam desde a "obrigatória" temática religiosa, aos temas do seu interesse, como crónicas de guerra, biografias dos grandes governantes da história, livros sobre invenções, geografia, medicina e cosmologia, bem como traduções de clássicos gregos e romanos, incluindo literatura homossexual explícita, revelando uma extraordinária abertura de espírito para a época.
Com a queda da Hungria às mãos do Império Otomano, a Biblioteca de Matias I perdeu-se, julgando-se que teria sido levado para a corte dos sultões Otomanos, em Constantinopla. A recuperação da famosa biblioteca foi, no século XIX, motivo de exaltação do nacionalismo húngaro, que acreditavam que a honra da Hungria enxovalhada pela ocupação turca, seria assim restaurada. Embora por esta época se aventasse que a biblioteca teria mais de 50 000 volumes, pensa-se hoje que não deveriam ser mais de 2.500, dos quais apenas sobreviveram 216 que se encontram actualmente dispersos em bibliotecas da Itália, Áustria, Hungria, República Checa, Polónia e outros países. 
Perto de dois terços dos volumes que sobreviveram nunca haviam sido impressos antes da morte do Rei Matias I. Alguns deles eram a única cópia de obras antigas, como o livro de Constantino VII sobre os hábitos na corte do imperador bizantino, ou a história da igreja de Nikephoros Kallistos. Por outro lado, com a perda da maior parte da Bibliotheca perdeu-se a última cópia referenciada de clássicos como a obra completa de Hipérides e obras de Flávio Crescónio Coripo, Cuspinianus e Procópio de Cesareia.  
A partir de 2001 iniciou-se o projecto de digitalização e publicação on-line com o objectivo de reconstruir, digitalmente, a Bibliotheca Corviniana, com o patrocínio da Biblioteca Nazionale Széchényi.